# Lidl Schweiz
Die Lidl Schweiz AG ist ein Schweizer Detailhandelsunternehmen mit Hauptsitz in Weinfelden, das ein Discounter-Netz in der Schweiz betreibt. Sie gehört zur deutschen Lidl Stiftung & Co. KG. Lidl Schweiz gehört zu den 100 grössten Unternehmen in der Schweiz.

## Geschichte

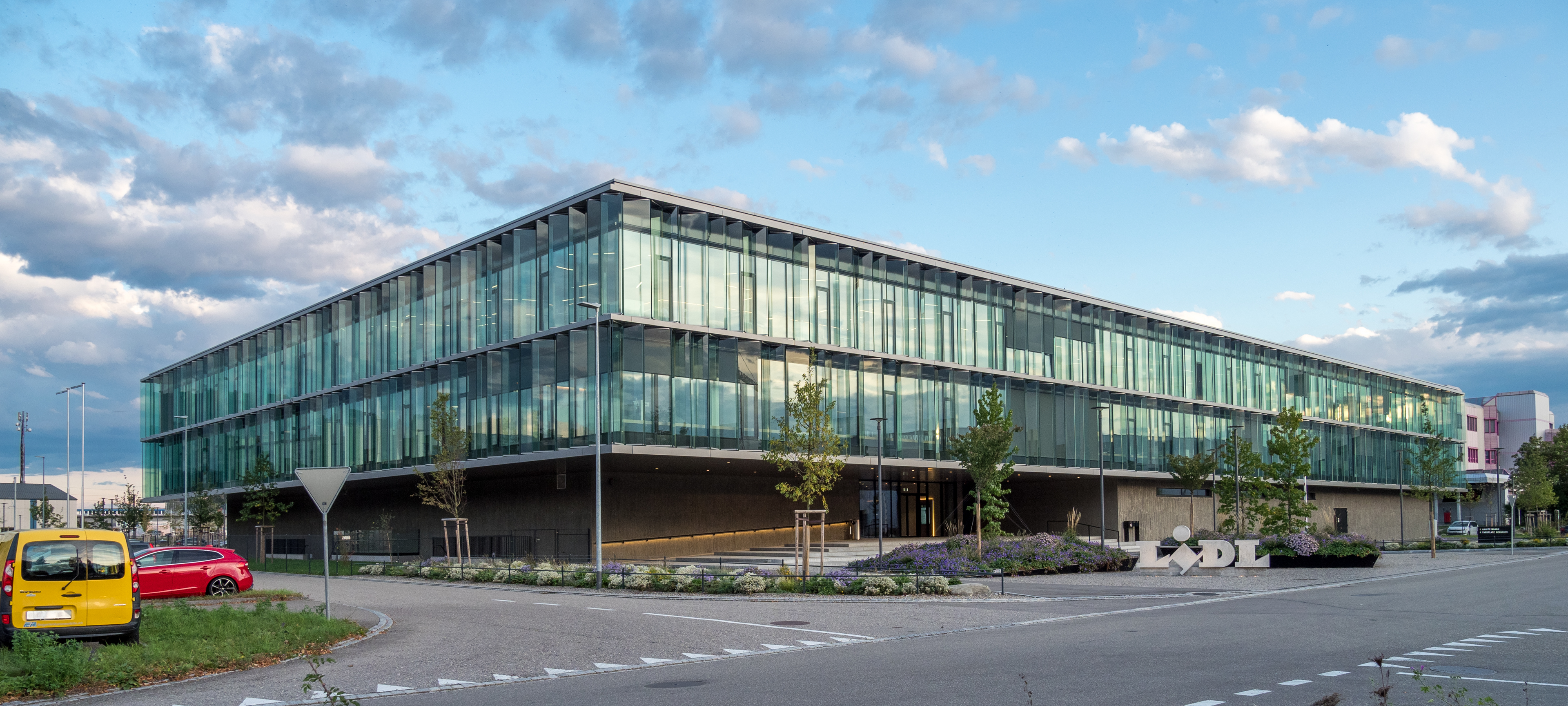
Lidl-Schweiz-Zentrale Weinfelden

Im März 2009 eröffnete Lidl die ersten dreizehn Filialen in der Schweiz. 2010 wurde der Schwinger Christian Stucki als Markenbotschafter engagiert, diese Partnerschaft wurde zuletzt 2023 verlängert. 2018 bezog der Hauptsitz ein neues Gebäude, das rund 65 Millionen Franken kostete. Die Verteilzentren sind in Weinfelden und Sévaz, ein weiteres soll möglicherweise auf dem ehemaligen Gugelmann-Areal in Roggwil BE gebaut werden. 2020 wurde eine Bananenreiferei in Weinfelden erstellt. Lidl ging eine Partnerschaft mit Loeb ein und eröffnete infolgedessen in zwei Loeb-Warenhäusern Filialen, 2019 in Biel und 2021 in Bern. Im Juni 2019 wurde die Mobilfunkeigenmarke Lidl Connect in Zusammenarbeit mit Salt Mobile als Vertragspartner gegründet. Im gleichen Jahr eröffnete Lidl Schweiz im Verteilzentrum in Weinfelden die erste LNG-Tankstelle der Schweiz. Bereits von 2014 bis 2020 testete Lidl Schweiz zwei Elektrolastkraftwagen (E-Force One). Seit dem Markteintritt verzichtet Lidl Schweiz auf Flugobst/-gemüse und seit 2020 auch auf per Luftfracht transportierte Fleisch- und Fischprodukte. Im Jahr 2022 kippte Lidl Schweiz die konventionelle Milch aus dem Sortiment und führt seither nur noch Bio- und Terra-Natura-Milch im Frischmilchsortiment (Terra Natura ist die Eigenmarke von Lidl Schweiz für IP-Suisse-zertifizierte Produkte). Im selben Jahr wurde in Adliswil die erste Filiale in Holzbauweise eröffnet. Lidl Schweiz wurde nach ISO 50001 zertifiziert und betreibt die grösste Photovoltaikanlage im Kanton Thurgau. Bis ins Jahr 2030 will Lidl Schweiz die Dekarbonisierung bei der Belieferung sämtlicher Filialen abgeschlossen haben. Lidl Schweiz kaufte im Jahr 2022 die Namensrechte der heutigen Lidl Arena in Wil.
2023 gab es 179 Lidl-Filialen in der Schweiz.
Lidl Schweiz ist Mitglied der Swiss Retail Federation und dort mit Stefan Kopp, dem Verwaltungsratspräsidenten von Lidl Schweiz, im Vorstand vertreten.